# Hugo Haas

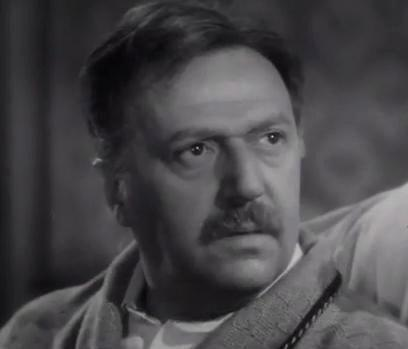
Hugo Haas in Pickup

Hugo Haas (Brno, 18 februari 1901 - Wenen, 1 december 1968) was een Tsjechisch filmacteur, regisseur en scenarist. Hij verscheen in meer dan 60 films tussen 1926 en 1962 en regisseerde 20 films tussen 1933 en 1962. Zijn broer Pavel Haas (1899-1944) was een bekende componist.

## Filmografie als regisseur
- Paradise Alley (1962)
- Born to Be Loved (1959)
- Night of the Quarter Moon (1959)
- Lizzie (1957)
- Edge of Hell (1956)
- Hold Back Tomorrow (1955)
- Bait (1954)
- The Other Woman (1954)
- One Girl's Confession (1953)
- Thy Neighbor's Wife (1953)
- Strange Fascination (1952)
- The Girl on the Bridge (1951)
- Pickup (1951)
- Skeleton on Horseback (1937)

- Bibliothèque nationale de France: cb14049689z (data)
- Gemeinsame Normdatei: 119496720
- International Standard Name Identifier: 0000 0001 1749 3153
- Library of Congress Control Number: n94092962
- Nationale Bibliotheek van Tsjechië: jk01032881
- Nationale Bibliotheek van Israël: 987007312055805171
- Nationale Bibliotheek van Polen: a0000001187483
- SNAC: w67n4j88
- Système universitaire de documentation: 168938154
- Virtual International Authority File: 20492186
- WorldCat: E39PBJxxg8P3PrvGxbfTbf3bBP